# Livinské Opatovce
Livinské Opatovce es un municipio del distrito de Partizánske en la región de Trenčín, Eslovaquia, con una población estimada a final del año 2024 de 278 habitantes.
Se encuentra ubicado al sur de la región, cerca del río Nitra (cuenca hidrográfica del Danubio) y de la frontera con la región de Nitra.

## Demografía
| Año        | 1994 | 2004    | 2014    | 2024     |
| ---------- | ---- | ------- | ------- | -------- |
| Población  | 256  | 242     | 245     | 278      |
| Diferencia |      | −5,46 % | +1,23 % | +13,46 % |

| Año        | 2023 | 2024    |
| ---------- | ---- | ------- |
| Población  | 276  | 278     |
| Diferencia |      | +0,72 % |